# Гагић
Гагић је српско православно презиме, Срба које се најчешће јавља у Далмацији, Босанској крајини и Београду. Из редова Црногорских Крајишника.

## Порекло
Према генетским истраживањима, преци данашњих Гагића су живели у Скадру и Румији још у 11. веку. Због најезде Османског царства, имигрирају у Беране код Дапсића и Цетиње где формирају породицу Лутовац који су били део племена Пипер али су били наклоњени и Васојевићима. Након формирања племена воде тешке борбе против Османских освајача. Након бројних битака пада пораз и покушавају да избегну у Цетиње али их Османлије хватају и одводе у Лику, док остатак насељава Војводину након устанка седам племена 1658.

## Настанак презимена и сеобе
Гагићи су из породице Лутовац (племе Пипер), па је тако и лоза имала надимак Гаг па су то почели практиковати током свог насељавања Лике. Родоначелник Гагића, Остоја, је помогао Јанковић Стојану у протеривању Турака па је за те заслуге добио имање у Биљанима Горњим у Далмацији. Први писмени траг Гагића је у јулу 1685. године у Биљанима Горњим а по попису из 1709. године пописана су браћа Симеон и Милош Гагић. Попис из 1749. године показује да је било четири Гагића и то Иван, Лука, Мијо и Митар Гагић.

### Насељавање ка истоку
Пре почетка 19. века Гагићи су масовно почели да мигрирају ка истоку нарочито по Босанској крајини, Херцеговини, Мачви, Аранђеловац као и по тадашњем Београдском пашалуку.

### Сеча кнезова и први Српски устанак
Јанко Гагић је буљукбаша који је убијен у сечи кнезова 1804. године. Јанко је преко Херцеговине дошао у Црну Гору и одатле је дошао у Болечу на Трешњу под Авалом.

## Сродна презимена
- Вукомановић - настали од Вукомана Гагића - 19-ти век.
- Андрић - настали од Андре Гагића - 19-ти век.
- Вучковић - извесна сличност по генетским тестирањима. Книн.
- Кљајић - извесна сличност по генетским тестирањима. Лика.

## Хаплогрупа (генетика)
- Сви тестирани Гагићи припадају хаплогрупи - I2a L621 L147.2 North .

## Страдали Гагићи уНДХ
Листа страдалих Гагића у Независној држави Хрватској:
- Име - Презиме - датум рођења и смрти - место рођења - од кога страдао - Логор.

### Логор "Стара Градишка"
- Бојка Гагић (1940—1943) - општина Жупања - од Усташа - Логор Стара Градишка.
- Даница Гагић (1941—1942) - општина Градишка, Турјак - од Усташа - Логор Стара Градишка.
- Дара Гагић (1934—1943) - општина Обровац, Зеленград -од Усташа - Логор Стара Градишка.
- Илија Гагић (1940—1942) - општина Градишка, Кијевци -од Усташа - Логор Стара Градишка.
- Илија Гагић (1900—1942) - општина Градишка, Кијевци -од Усташа - Логор Стара Градишка.
- Јања Гагић (1926—1943) - општина Обровац, Зеленград -од Усташа - Логор Стара Градишка.
- Јелка Гагић (1938—1943) - општина Жупања -од Усташа - Логор Стара Градишка.
- Марко Гагић (1932—1943) - општина Обровац, Зеленград -од Усташа - Логор Стара Градишка.
- Милица Гагић (1904 - 1944) - општина Обровац, Билишане -од Усташа - Логор Стара Градишка.
- Петар Гагић (1936 - 1943) - општина Жупања -од Усташа - Логор Стара Градишка.

### Логор "Јасеновац"
- Аница Гагић (1881 - 1944) - општина Обровац, Богатник -од Усташа - Логор Јасеновац.
- Боро Гагић (1920 - 1944) - општина Обровац, Зеленград -од Усташа - Логор Јасеновац.
- Бранко Гагић (1902 - 1944) - општина Бихаћ, Рипач-од Усташа - Логор Јасеновац.
- Душан Гагић (1919 - 1942) - општина Обровац -од Усташа - Логор Јасеновац.
- Душан Гагић (1903 - 1944) - општина Обровац, Зеленград -од Усташа - Логор Јасеновац.
- Душан Гагић (1930 - 1944) - општина Обровац, Зеленград -од Усташа - Логор Јасеновац.
- Ђорђе Гагић (1938 - 1943) - општина Винковци, Мирковци -од Усташа - Логор Јасеновац.
- Ђуро Гагић (1915 - 1944) - општина Обровац, Зеленград -од Усташа - Логор Јасеновац.
- Госпава Гагић (1908 - 1942) - општина Градишка, Кијевци -од Усташа - Логор Јасеновац.
- Јово Гагић (1896 - 1942) - општина Градишка, Кијевци -од Усташа - Логор Јасеновац.
- Миле Гагић (1934 - 1942) - општина Градишка, Кијевци -од Усташа - Логор Јасеновац.
- Мира Гагић (1936 - 1942) - општина Градишка, Кијевци -од Усташа - Логор Јасеновац.
- Олга Гагић (1923 - 1944) - општина Обровац, Зеленград -од Усташа - Логор Јасеновац.
- Петар Гагић (1936 - 1943) - општина Обровац, Зеленград -од Усташа - Логор Јасеновац.
- Раде Гагић (1941 - 1943) - општина Винковци, Мирковци -од Усташа - Логор Јасеновац.
- Роса Гагић (1910 - 1943) - општина Градишка, Кијевци -од Усташа - Логор Јасеновац.
- Спасенија Гагић (1935 - 1945) - општина -?- -од Усташа - Логор Јасеновац.
- Спасеније Гагић (1880 - 1944) - општина Обровац, Зеленград -од Усташа - Логор Јасеновац.
- Стана Гагић (1895 - 1945) - општина -?- -од Усташа - Логор Јасеновац.
- Вујо Гагић (1912 - 1944) - општина Обровац, Зеленград -од Усташа - Логор Јасеновац.
- Вукосава Гагић (1900 - 1942) - општина Градишка, Грбавци -од Усташа - Логор Јасеновац.
- Здравка Гагић (1930 - 1942) - општина Градишка, Кијевци -од Усташа - Логор Јасеновац.
- Здравко Гагић (1936 - 1942) - општина Градишка, Кијевци -од Усташа - Логор Јасеновац.
- Живка Гагић (1938 - 1942) - општина Градишка, Кијевци -од Усташа - Логор Јасеновац.

### Дешавања у НДХ према положајима Гагића
Битка на Козари (10. јун - 15. јули 1942) - ова битка је битна пошто је 12 Гагића (међу којима је и 7 деце) страдало пошто нису успели побећи током пробоја обруча. Страдали су заједно са отприлике 30.000 Срба са Козаре и Поткозарја у логорима "Јасеновац" и "Стара Градишка". Многи Гагићи су се тада прикључили Партизанском покрету. Учествовале су Усташе и Немачки Вермахт против Партизана, обруч је пробијен и многи су се извукли али многи нису били те среће.
Масовно прикључивање у четнички покрет (1942 - 1944) - због масовних покоља око Обровца и Бихаћа , Гагићи су се прикључивали у Динарску дивизију четничког покрета који су држали велики део Книнске крајине.
Книнска Операција 1944 - Гагићи у Партизанима су учествовали у ослобађању Книна и околине а Гагићи у Четницима су се склонили на Велебит и ту сачекали долазак Партизана, где су им се прикључили.
Пробој логораша из Јасеновца 22. априла 1945 - Срђан Гагић је један од 117 логораша који су извршили и преживели пробој из логора 3 "циглана" у комплексу логора Јасеновац.

## Борци

### Гагићи у Четницима
- Капетан Милош Гагић (32) је страдао од Нациста током одбране. Водио је Жупску бригаду Расинског корпуса ЈВуО.
- Гагића у Четницима је било око 230.

### Гагићи у Партизанима
- Гагића у Партизанима је било око 310, а пред крај рата их је било више.

### Гагићи у ратовима 90-их
- У Републици Српској Крајини је било 97 бораца са презименом Гагић. Тренутно на простору РСК живи мање од 10% Гагића.
- У Републици Српској БиХ је било око 300 бораца са презименом Гагић.
- У рату на Косову и Метохији је учествовало преко 500 бораца са презименом Гагић из свих крајева бивше Југославије.

## Места са значајним бројем Гагића
- Приједор, Босанска Крајина
- Градишка, Босанска Крајина
- Жупања, Срем
- Зеленград, Обровац, Далмација
- Горње Биљане, Бенковац, Далмација
- Ислам Грчки, Равни Котари, Далмација
- Инђија, Срем
- Панчево, Београд
- Доње Биљане, Бенковац, Далмација
- Криваја, Приједор, Босанска Крајина
- Добринци, Рума, Срем
- Аранђеловац, Шумадија
- Винковци , Славонија
- Батајница, Земун, Београд
- Бихаћ, Босанска Крајина
- Смилчић, Равни Котари, Далмација
- Смоковић, Равни Котари, Далмација
- Шопот, Равни Котари, Далмација
- Церање, Равни Котари, Далмација
- Коларина, Равни Котари, Далмација
- Тутњевац, Брчко , Брчко Дистрикт
- Раља (Парцани), г.о. Сопот, град Београд.
- Бајина Башта, Златиборски округ.

## Крсне славе
- Св. Георгије (Ђурђевдан)
- Св. Јован
- Св. Врачи
- Св. Архангел Михаило
- Свети Николај Мирликијски Чудотворац
- Св. Алимпије

## Познати Гагићи
- Јанко Гагић - буљукбаша убијен у сечи кнезова
- Срђан Гагић - Српски и Босански песник и уредник
- Ђорђе Гагић - српски кошаркаш
- Милован Гагић - председник председништва БОРС-а
- Милорад Гагић - српски и крајишки певач
- Гвозден Гагић - начелник службе за откривање ратних злочина СРЈ током 90-их